# Uerra
Uerra è un cortometraggio del 2009 che vide l'attore Paolo Sassanelli al suo debutto nella regia.
Il cortometraggio fu selezionato nella sezione Corto Cortissimo della 66ª Mostra internazionale d'arte cinematografica di Venezia e in molti altri festival italiani e stranieri.

## Trama
Bari, estate 1946. La guerra è finita ma non soffiano venti di pace tra Paolo e Luigi. Ferito di striscio in Abissinia Paolo vorrebbe la pensione dal sindacato. Luigi gli ricorda il suo passato da fascista. La discussione si anima e il figlioletto Antonio assiste silenzioso all’umiliazione del padre. Antonio con l’aiuto dei fratellini troverà il modo perché il padre possa rivalersi

## Riconoscimenti
- 2011 - Long Island Film Festival
  - Miglior cortometraggio internazionale
- 2011 - Dam Short Film Festival
  - Miglior cortometraggio internazionale
- 2010 - Nastri d'argento
  - Menzione speciale miglior regia
- 2010 - David di Donatello
  - Candidatura miglior cortometraggio
- 2010 - Palm Springs International Short Fest
  - Miglior cortometraggio internazionale
  - Premio Cinema Without Borders
- 2010 - The Manhattan Short Film Festival
  - Miglior cortometraggio internazionale
  - Miglior montaggio
- 2010 - In the Palace Short Film Fest
  - Miglior cortometraggio internazionale
- 2010 - Sintetitza Short Film Festival Pirenei
  - Miglior corto internazionale
  - Miglior regia
  - Miglior sceneggiatura
- 2010 – Rome Independent Film Festival
  - Miglior cortometraggio
- 2010 - Visionaria International Film Festival
  - Gran Premio Visionario
- 2010 - Festival internazionale del cinema di Salerno
  - Miglior cortometraggio
- 2010 - Sardinia Film Festival
  - Miglior cortometraggio
- 2010 - Tropea Film Festival
  - Miglior cortometraggio
- 2010 - Bolzano Short Film Festival
  - Premio speciale della giuria
- 2010 - Festival du film de Compiègne
  - Premio del pubblico
- 2010 - Festival del Cinema di Brescello
  - Premio FEDIC
- 2010 - Mestre Film Festival
  - Miglior cortometraggio